# 三具足
三具足（みつぐそく、さんぐそく）は、仏具の呼称の一つ。香炉・燭台（火立）・花立各一つずつで一組となる仏具の事。
本尊に向かって左側に花立、真ん中に香炉、右側に灯立を置く。ちなみに五具足の場合は、香炉を中心に燭台一対、花立をその外に一対置く。左右対称の形になる。
大きさ
香炉が直径約5〜30cm。
灯立が高さ約8〜90cm。
花立が直径約6〜35cm。
材質
真鍮製が主で、「磨き」と呼ばれる無垢の物や、漆を焼付けた物がある。
「磨き」の物は、定期的に磨かないと酸化して変色するため、金メッキを掛けた物や、セラミック加工した物もある。
最近ではステンレス製などの現代様式の物や、純金製・純銀製の物も販売されている。

## 浄土真宗
浄土真宗において「三具足」は、平時の荘厳作法。
「三具足」は、燭台・花瓶・金香炉（火舎香炉）を指す。燃香用の「土香炉」は含めない。
仏具の形状
浄土真宗では、仏具の形が各宗派で異なる。
燭台
浄土真宗本願寺派では、焼き色をつけた燭台を用いる。
真宗大谷派・真宗仏光寺派・真宗高田派では鶴亀燭台（亀の上に鶴が乗った形）を用いる。各派で形状は異なる。
花瓶
かひんと発音、花立の事。
真宗大谷派用の花瓶は、紋が入った物が正式である。荘厳する際は、鰭を正面に向け、牡丹紋が外側に八藤紋は内側になるように置くのが正式な作法である。